# Porz
Porz è un quartiere (Stadtteil) di Colonia appartenente al distretto urbano (Stadtbezirk) omonimo.